# Shelley Duvall
Pour les articles homonymes, voir Duvall.
Shelley Duvall est une actrice et productrice américaine née le 7 juillet 1949 à Fort Worth (Texas) et morte le 11 juillet 2024 à Blanco (Texas). Elle est notamment connue pour son rôle de Wendy Torrance dans le film Shining (1980) de Stanley Kubrick avec Jack Nicholson.

## Biographie

### Jeunesse et débuts
Shelley Duvall naît le 7 juillet 1949 à Fort Worth (Texas). Son père, Robert Richardson « Bobby » Duvall (1919-1994), est un ancien commissaire-priseur de bétail devenu avocat, sa mère, Bobbie Ruth Massengale (1929-2020), agent immobilier. Elle a trois frères plus jeunes : Scott, Shane et Stewart. Elle n'a aucun lien de parenté avec l'acteur Robert Duvall.

### Carrière
Vendeuse en cosmétique, Shelley Duvall est découverte dans sa ville natale par le réalisateur Robert Altman qui l'engage sur le tournage du film Brewster McCloud en 1970. Devenue une de ses actrices-fétiches, elle tourne avec lui dans John McCabe (1971), Nous sommes tous des voleurs (1974), Nashville (1975), Buffalo Bill et les Indiens (1976), Trois Femmes (pour lequel l'actrice remporte le Prix d'interprétation au Festival de Cannes 1977) et Popeye (1980), leur ultime collaboration. Elle impose rapidement sa physionomie atypique (la critique Pauline Kael parle d'elle comme un « Buster Keaton au féminin »).

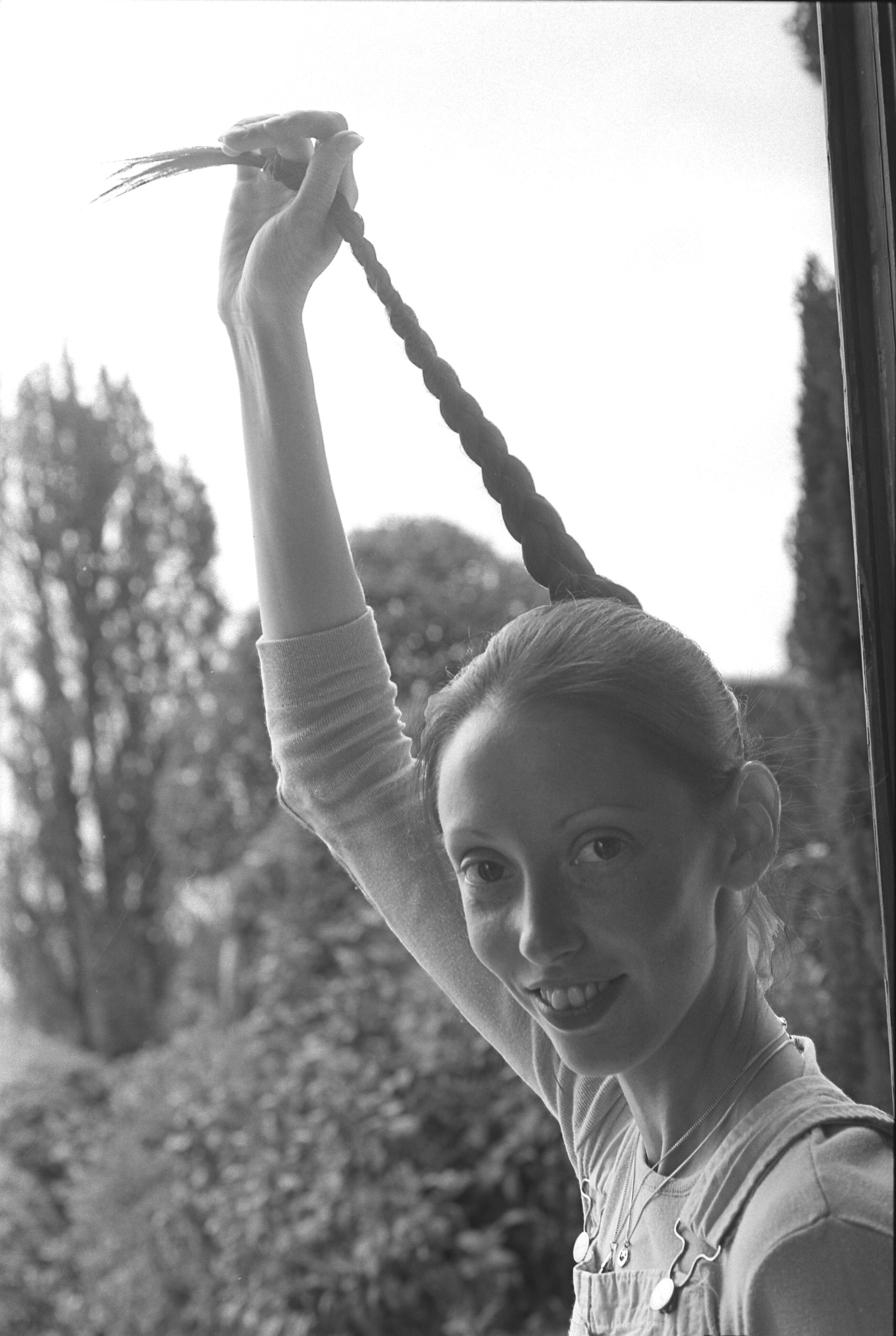
Shelley Duvall en 1976.

Après un petit rôle dans Annie Hall de Woody Allen en 1977, elle incarne en 1980 Wendy Torrance dans le Shining de Stanley Kubrick. L'année suivante, elle joue dans le Bandits, bandits de Terry Gilliam. En 1984, elle participe au court-métrage Frankenweenie, mis en scène par un jeune réalisateur prometteur qu'elle a employé sur ses séries télévisées, Tim Burton.
Au cours des années 1980 et 1990, Shelley Duvall s'implique dans la production de programmes télé et vidéo pour enfants : Shelley Duvall's Faerie Tale Theatre (Le Théâtre de contes de fées de Shelley Duvall), Shelley Duvall's Tall Tales and Legends (Les Grands Contes et Légendes de Shelley Duvall), Shelley Duvall's Bedtime Stories, etc. Elle enregistre également deux albums de chansons pour enfants.
Elle apparaît par ailleurs dans quelques films d'horreur aux budgets plus ou moins importants. Après vingt ans d'absence, son retour est annoncé en octobre 2022 dans The Forest Hills, un film d'horreur indépendant de Scott Goldberg, aux côtés d'Edward Furlong et Dee Wallace.

### Vie privée
De 1970 à 1974, Shelley Duvall est mariée avec l'artiste Bernard Sampson. En 1976, elle rencontre l'auteur-compositeur Paul Simon lors du tournage du film Annie Hall à New York. Leur relation dure deux ans avant que Simon ne la quitte pour l'actrice Carrie Fisher. À partir de 1989, elle entame  une relation avec Dan Gilroy (en), le chanteur du groupe Breakfast Club (en) rencontré lors du tournage de l'émission Mother Goose Rock 'n' Rhyme pour Disney Channel.
En novembre 2016, elle accorde une interview télévisée à l'animateur de talk-show Phil McGraw, alias Dr. Phil où elle évoque ses troubles mentaux. Elle y dit avoir récemment vu Robin Williams (or celui-ci s'est suicidé en 2014) et affirme également avoir été agressée par le shérif de Nottingham, personnage fictif des aventures de Robin des Bois. Cette interview suscite de nombreuses critiques, accusant McGraw d'avoir profité de la vulnérabilité de l'actrice. Elle revient sur cette période compliquée de sa vie en février 2021 dans The Hollywood Reporter, mais dit avoir surmonté ses problèmes.
Elle meurt dans son sommeil le 11 juillet 2024 à Blanco (Texas), à l'âge de 75 ans, « des suites de complications liées au diabète » selon son compagnon, Dan Gilroy, aux médias américains. Elle est inhumée au Forest Park Lawndale Cemetery.

## Filmographie

### Cinéma
- 1970 : Brewster McCloud de Robert Altman : Suzanne Davis
- 1971 : John McCabe (McCabe and Mrs. Miller) de Robert Altman : Ida Coyle
- 1974 : Nous sommes tous des voleurs (Thieves Like Us) de Robert Altman : Keechie
- 1975 : Nashville de Robert Altman : L. A. Joan
- 1976 : Buffalo Bill et les Indiens (Buffalo Bill and the Indians ou Sitting Bull's History Lesson) de Robert Altman : Frances Cleveland
- 1977 : Annie Hall de Woody Allen : Pam
- 1977 : Trois Femmes de Robert Altman : Millie Lammoreaux
- 1980 : Popeye de Robert Altman : Olive Oyl
- 1980 : Shining (The Shining) de Stanley Kubrick : Wendy Torrance
- 1981 : Bandits, bandits (Time Bandits) de Terry Gilliam : Dame Pansy / Pansy
- 1984 : Frankenweenie de Tim Burton : Susan Frankenstein
- 1987 : Roxanne de Fred Schepisi : Dixie
- 1991 : Space Commando (Suburban Commando) de Burt Kennedy : Jenny Wilcox
- 1995 : À fleur de peau (Underneath) de Steven Soderbergh : l'infirmière
- 1996 : Portrait de femme (The Portrait of a Lady) de Jane Campion : la comtesse Gemini
- 1997 : Rocket Man de Stuart Gillard : Mme Randall
- 1997 : Le Crépuscule des nymphes de glace (Twilight of the Ice Nymphs) de Guy Maddin : Amelia Glahn
- 1997 : Changing Habits de Lynn Roth : sœur Agatha
- 1997 : Shadow Zone: My Teacher Ate My Homework de Stephen Williams : Mme Fink
- 1998 : Méli-Mélo (Home Fries) de Dean Parisot : Mme Jackson
- 1998 : Casper et Wendy (Casper Meets Wendy) de Sean McNamara : Gabby
- 1998 : La Malédiction de la momie (Tale of the Mummy) de Russell Mulcahy : Edith Butros
- 1999 : Le Quatrième Étage (The 4th Floor) de Josh Klausner : Martha Stewart
- 2000 : Boltneck de Mitch Marcus : Mme Stein
- 2002 : Manna from Heaven de Gabrielle et Maria Burton : l'inspectrice Dubrinski
- 2023 : The Forest Hills de Scott Goldberg

### Télévision

#### Téléfilms

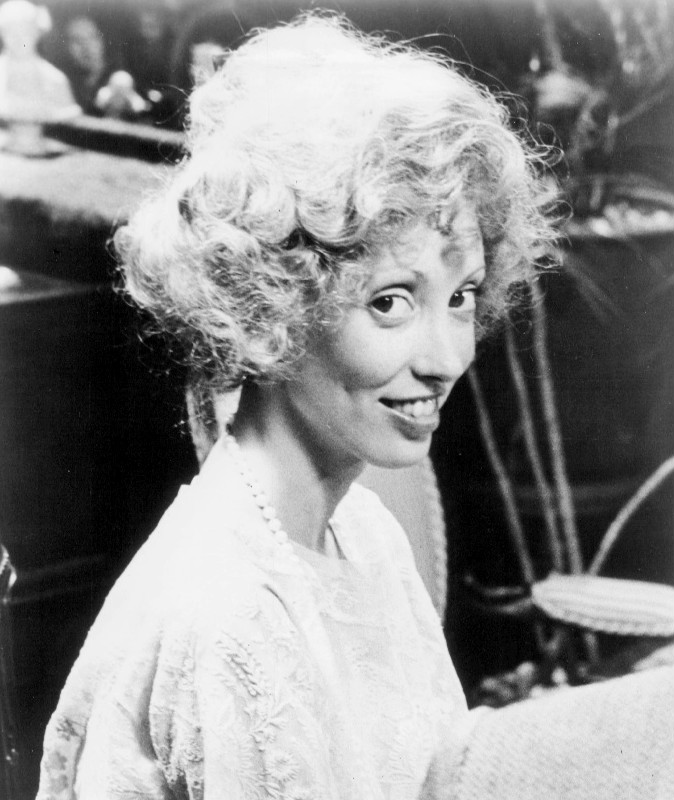
Shelley Duvall dans le téléfilm Bernice Bobs Her Hair (1976).

- 1976 : Bernice Bobs Her Hair de Joan Micklin Silver : Bernice
- 1977 : The Paul Simon Special de Dave Wilson : Jeanne d'Arc
- 1982 : Twilight Theater de Perry Rosemond
- 1984 : Booker de Stan Lathan : Laura
- 1984 : The Secret World of the Very Young de Sterling Johnson
- 1987 : Frog de David Grossman : Mme Anderson - également productrice
- 1990 : Mother Goose Rock 'n' Rhyme de Jeff Stein : Little Bo Peep - également productrice
- 1991 : Frogs! de Stephen J. Cannell : Annie
- 1994 : Aliens for Breakfast de John T. Kretchmer : Mrs. Hastings
- 1997 : Alone de Michael Lindsay-Hogg : Estelle
- 1997 : The Player de Mark Piznarski
- 2000 : Dreams in the Attic de Bob Willems : Nellie

#### Séries télévisées
- 1973 : Cannon, épisode The Seventh Grave (2.21) de John Badham : Liz Christie
- 1973 : Love, American Style, épisode Love and Mr. and Mrs. (4.22) de Leslie H. Martinson : Bonnie Lee
- 1976 : Baretta, épisode Aggie (2.21) de Vincent Sherman : Aggie
- 1982-1987 : Faerie Tale Theatre : narratrice (épisodes 3.5 et 4.2) - également productrice
- 1985-1986 : Tall Tales and Legends : narratrice - également productrice
- 1986 : La Cinquième Dimension, épisode A Saucer of Loneliness (2.1) de John D. Hancock : Margaret
- 1992-1993 : Shelley Duvall's Bedtime Stories : elle-même - également productrice
- 1992 : Ray Bradbury présente (The Ray Bradbury Theater), épisode The Tombstone (6.15) de Warrick Attewell : Leota Bean
- 1994 : Mrs. Piggle-Wiggle, épisode The Never-Want-To-Go-To-Beddars Cure (1.4) - également productrice
- 1994 : La Loi de Los Angeles, épisode Tunnel of Love (8.19) d'Elodie Keene : Margo Stanton
- 1997 : Les Aventures de Shirley Holmes, épisode The Case of the Wannabe Witch (2.1) de Graeme Lynch : Alice Flitt
- 1997 : Wishbone, épisode Groomed for Greatness (2.4) : Renee Lassiter
- 1998 : Maggie Winters, épisode Dinner at Rachel's (1.10) de Michael Lessac : Muriel
- 1999 : The Hughleys, épisode Storm o' the Century (1.17) de Steve Zuckerman : Mrs. Crump

## Discographie
Albums
- 1980 : Bande originale du film Popeye - chansons He Needs Me, Sail With Me et He's Large
- 1991 : Hello, I'm Shelley Duvall: Sweet Dreams
- 1991 : Hello, I'm Shelley Duvall: Merry Christmas

## Distinctions

### Récompenses
- Festival de Cannes 1977 : prix d'interprétation féminine pour Trois Femmes
- Los Angeles Film Critics Association Awards 1977 : Meilleure actrice pour Trois Femmes

- CableACE Awards 1983 : Meilleur programme pour enfants et meilleure série innovante pour Faerie Tale Theatre

- Peabody Awards 1984 : Meilleure production pour Faerie Tale Theatre, partagé avec Bridget Terry et Fred Fuchs

- CableACE Awards 1985 : Meilleur programme pour enfants pour Faerie Tale Theatre, partagé avec Bridget Terry et Fred Fuchs

- CableACE Awards 1989 : Meilleur programme pour enfants pour Faerie Tale Theatre, partagé avec Bridget Terry et Fred Fuchs

- CableACE Awards 1989 : Meilleur programme pour enfants pour Faerie Tale Theatre, partagé avec Bridget Terry et Fred Fuchs

- CableACE Awards 1991 : Meilleur programme pour enfants pour Mother Goose Rock 'n' Rhyme, partagé avec Thomas A. Bliss et Paula Marcus

- CableACE Awards 1994 : Meilleur programme pour enfants pour Shelley Duvall's Bedtime Stories (partagé)

- Texas Film Hall of Fame 2020 : prix « Star of Texas »[10]

### Nominations
- National Society of Film Critics Awards 1977 : Meilleure actrice pour Trois Femmes
- New York Film Critics Circle Awards 1977 : Meilleure actrice pour Trois Femmes

- British Academy Film Awards 1978 :  Meilleure actrice pour Trois Femmes

- Primetime Emmy Awards 1988 : Meilleur programme pour enfants pour Tall Tales and Legends

- Primetime Emmy Awards 1992 : Meilleur programme d'animation pour Shelley Duvall's Bedtime Stories

- Gemini Awards 1998 : Meilleure actrice dans une série dramatique pour Les Aventures de Shirley Holmes

- Women Film Critics Circle Awards 2019 : Lifetime Achivement Award

## Voix françaises
- Jane Val dans Buffalo Bill et les Indiens (1976)
- Evelyne Buyle dans Shining (1980)
- Monique Thierry (dialogues) et Anne Germain (chants) dans Popeye (1980)
- Laurence Badie dans Bandits, bandits (1981)
- Laurence Crouzet dans Roxanne (1987)
- Céline Monsarrat dans À fleur de peau (1995)
- Frédérique Cantrel dans Portrait de femme (1996)
- Régine Teyssot dans Casper et Wendy (1998)